# 馬利基 (舊康斯坦丁諾夫區)
49°51′52″N 27°7′16″E / 49.86444°N 27.12111°E
馬利基（烏克蘭語：Мальки）是位於烏克蘭西部的村莊，由赫梅利尼茨基州裡赫梅利尼茨基區的舊康斯坦丁尼夫市鎮負責管轄。該村始建於1750年，面積0.5平方公里，海拔高度296米，2001年人口149，人口密度每平方公里300人, 现有人口85 。